# الحداد يليق بإلكترا
الحِداد يليق بإلكترا ثلاثية مسرحية كتبها الكاتب المسرحي الأمريكي يوجين أونيل، الحائز على جائزة نوبل في الأدب، وتُعد من أبرز أعماله. عُرضت لأول مرة على مسرح غيلد ثياتر في برودواي بتاريخ 26 أكتوبر 1931، واستمر عرضها لـ150 ليلة حتى مارس 1932. ضمّت طاقم التمثيل: لي بيكر (في دور عزرا)، وإيرل لاري مور (أورين)، وأليس برادي (لافينيا)، وآلا نازيموفا (كريستين).
في مايو 1932، أُعيد عرض المسرحية في مسرح ألفين (المعروف حاليًا بمسرح نيل سايمون) لكن دون نجاح يُذكر، بمشاركة ثورستون هول (عزرا)، ووالتر أبيل (أورين)، وجوديث أندرسون (لافينيا)، وفلورنس ريد (كريستين). وفي عام 1972، أُعيد إحياؤها مرة أخرى في مسرح سيركل إن ذا سكوير بمشاركة دونالد ديفيس (عزرا)، وستيفن مكهاتي (أورين)، وباميلا بايتون-رايت (لافينيا)، وكولين ديوهرست (كريستين). 

## الشخصيات

### الشخصيات الرئيسية
- العميد عزرا مانون
- كريستين مانون، زوجته
- لافينيا مانون - ابنتهما
- أورين مانون - ابنهما، ملازم أول في سلاح المشاة
- الكابتن آدم برانت - من سفينة الشحن "فلاينج تريدز"
- الكابتن بيتر نايلز - صديق أورين، من المدفعية الأمريكية
- هازل نايلز - أخته
- سيث بيكويث - خادم العائلة القديم والبستاني

### جوقة من أهل البلدة – (يظهر أعضاء الجوقة المتنوعون في مشاهد مختلفة)
- آموس آميس - نجار في منتصف العمر
- لويزا أميس - زوجة أموس
- ميني - ابنة عم لويزا
- ذا شانتيمان
- جوزيه بوردون - مدير شركة الشحن
- إيما - زوجته
- إيفرت هيلز، د.د. - من الكنيسة التجمعية الأولى
- زوجته
- الدكتور جوزيف بليك – طبيب عائلي
- إيرا ماكيل – مزارع عجوز
- جو سيلفا - قبطان صيد برتغالي
- أبنر سمول - كاتب عجوز صغير في متجر لاجهزة الكمبيوتر

## الخلفية
تُعد مسرحية "الحِداد يليق بإلكترا" إعادة صياغة حديثة لثلاثية الأوريستيا للإغريقي أسخيلوس، حيث يعكس كل من الشخصيات الرئيسية في المسرحية نظيرًا من التراجيديا اليونانية القديمة: الجنرال عزرا مانّون يمثل أغاممنون، وزوجته كريستين تمثل كليتمنسترا، والابن أورين يقابل أوريستيس، والابنة لافينيا تقابل إلكترا، في حين يرمز آدم برانت إلى إيجستوس.
تتشابه المسرحية مع التراجيديات الإغريقية من حيث الموضوعات الأساسية مثل القتل، الزنا، الحب المحرم، والانتقام، كما تضم مجموعة من سكان المدينة الذين يقومون بدور الجوقة اليونانية. لكن على عكس التراجيديا القديمة التي تحكمها "القدر"، فإن شخصيات أونيل تتحرك أيضًا بدوافع نفسية مستمدة من نظريات التحليل النفسي في ثلاثينيات القرن العشرين، لا سيما مفاهيم عقدة أوديب وعقدة إلكترا، مما يجعل من المسرحية قراءة خصبة من منظور فرويدي حديث. 
تنقسم مسرحية "الحِداد يليق بإلكترا" إلى ثلاث مسرحيات فرعية تعكس مواضيع ثلاثية الأوريستيا لأسخيلوس. وتحمل هذه الأجزاء عناوين: العودة إلى الوطن (Homecoming)، المطارد (The Hunted)، والمسكون (The Haunted)، وهي تقابل على التوالي مسرحيات: أغاممنون، حاملات القرابين، والإيومنيديات.
عادة لا تُعرض هذه الأجزاء بشكل منفصل، بل كمجموعة مترابطة ضمن ثلاثية متكاملة. وتتكوّن كل مسرحية من أربع إلى خمس فصول، مع تقسيم المشاهد بشكل واضح فقط في الفصل الأول من The Haunted. لذلك، يُعد هذا العمل من أطول مسرحيات أونيل، وغالبًا ما يُختصر في العروض المسرحية لتقليل المدة الزمنية، كما يُستبعد دور الجوقة (سكان المدينة) بسبب التكاليف، مما يترك التركيز على ثمانية شخصيات رئيسية فقط.

## الحبكة

### العودة للوطن
الفصل الأول من مسرحية "الحِداد يليق بإلكترا" يبدأ في أواخر فصل الربيع أمام منزل عائلة مانون. الجنرال عزرا مانون، سيد المنزل، على وشك العودة من الحرب الأهلية. ابنته لافينيا، التي عادت لتوها من نيويورك كما والدتها كريستين، تتحدث مع البستاني سيث الذي يحذرها من القبطان برانت، الذي يبدو مهتماً بها.
قبل أن يكمل تحذيره، يصل صديق لافينيا بيتر نايلز مع أخته هايزِل. إذا كان بيتر ينوي التقدم للزواج من لافينيا مرة أخرى، فعليه أن يدرك أنها لا تستطيع الزواج لأن والدها بحاجة إليها. يعود سيث ليثير شكوك لافينيا، مشيراً إلى أن القبطان برانت يشبه أفراد عائلة مانون، ويرجح أنه ابن ديفيد مانون (عم عزرا الذي انتحر لاحقاً) وماري برانتوم (مربية كندية فرنسية)، وهما زوجان طُردا من المنزل سابقاً خوفاً من الفضيحة والعار الاجتماعي.
فجأة، يدخل القبطان برانت من الطريق. تتعمد لافينيا استفزازه بإهانة ذكرى والدته، التي ماتت جوعًا بعد أن تجاهل عزرا مانون نداء استغاثتها. يفقد برانت أعصابه ويكشف عن حقيقة نسبه، موضحًا أن جد لافينيا (والد عزرا) كان يشتهي والدته أيضًا، ولذلك طرد ديفيد مانون، والد برانت، من العائلة. برانت يعلن أنه أقسم على الانتقام من عائلة مانون.
الفصل الثاني: تظهر لافينيا في مكتب والدها، حيث تدخل كريستين غاضبة متسائلة عن سبب استدعائها. تكشف لافينيا أنها تبعت والدتها إلى نيويورك ورأتها تقبّل آدم برانت. تعترف كريستين بتحدٍ بأنها تكره عزرا منذ زمن، وأن لافينيا وُلدت نتيجة لاشمئزازها منه، بينما تحب ابنها أورين لأنه كان دائمًا لها وحدها، ولم يكن لعزرا. تُبلغ لافينيا والدتها بأنها ستُخفي خيانتها حفاظًا على سمعة والدها، شرط ألا ترى برانت مجددًا. تتهم كريستين ابنتها بأنها ترغب في برانت لنفسها، ثم تدّعي القبول بشروطها، لكنها تذهب لاحقًا إلى برانت وتقترح عليه تسميم عزرا وجعل موته يبدو نتيجة لأزمة قلبية.
الفصل الثالث: بعد أسبوع، تقف لافينيا في أعلى الدرج مع والدتها كريستين في انتظار عودة عزرا. وعندما يصل، تندفع لافينيا نحوه وتعانقه بحرارة. وعندما ينفرد بعزرا بزوجته، يُقبّل يدها بعاطفة، معترفًا بأن الحرب جعلته يدرك ضرورة تجاوز خلافاتهما. توافق كريستين على ذلك، ويتبادلان القبل، ثم يشتركان في السرير لأول مرة منذ سنوات طويلة.
الفصل الرابع: قبيل الفجر في غرفة عزرا، تتسلل كريستين خارجًا بينما يبدأ عزرا في الاستيقاظ. يوبخها بمرارة، معتقدًا أنها تنتظر موته. بعدها، تستفزه عمدًا بالكشف عن علاقتها ببرانت، وأنها عشيقته. ينهض غاضبًا ويهدد بقتلها، لكنه ينهار ممسكًا بصدره ويطلب دواءه. بدلاً من ذلك، تعطيه كريستين السم. وبعد أن يتناوله، يدرك خيانتها ويصرخ مستنجدًا بلافينيا. تدخل لافينيا مسرعة، وقبل أن يلفظ أنفاسه الأخيرة، يتهم عزرا زوجته قائلًا: "إنها مذنبة — ليس الدواء!"، ثم يموت. تنهار كريستين مغمىً عليها، وتركع لافينيا باكية من شدة الألم.

### المطارد
في الفصل الأول من المطارد، يعود بيتر وأخته هايزل وأورين إلى منزل عائلة مانون بعد فترة غياب. يشكو أورين من غياب والدته كريستين، ويتحدث عن تأثير الحرب عليه، وكيف تغير من شاب بريء إلى رجل يحمل أعباءً نفسية وعاطفية كبيرة.
يظهر أورين غيورًا ومشككًا عندما يسأل لافينيا عن العلاقة بين والدته وكابتن برانت، فترد عليه لافينيا محذرة من تصديق براءة والدته، وتنبهه إلى أن كريستين قد تكون متورطة في مؤامرات تهدف إلى العودة إلى السلطة داخل العائلة.
فجأة، تدخل كريستين المسرح وتحتضن أورين بحماس وفرح ظاهرين، مما يخلق لحظة متناقضة بين دفء اللقاء وتوتر المشاعر الخفية، ويكشف عن التعقيدات النفسية والعائلية التي تحكم العلاقات بين الشخصيات، مما يمهد لتطورات درامية مهمة في الأحداث القادمة.
في الفصل الثاني من المسرحية، يطرح أورين على والدته كريستين أسئلة حول علاقة آدم برانت بها، فتجيب بأن لافينيا قد أصابها الجنون. يجلس أورين عند قدمي والدته ويروي لها أحلامه الجميلة عن وجودهما معًا في جزر جنوب المحيط الهادئ، حيث تمثل هذه الجزر له كل ما افتقده في الحرب من سلام ودفء وأمان، كما ترمز إلى والدته كريستين نفسها.
تتجلى في هذا المشهد العلاقة المعقدة بين أورين وكريستين، حيث تظهر أوجه التوتر النفسي والارتباط العاطفي بينهما، ما يعكس تأثيرات الحرب على نفسية أورين. وفي لحظة حادة من الأحداث، تعود لافينيا إلى الغرفة بنبرة باردة وتدعوه لمشاهدة جثمان والدهما، مما يزيد من التوتر ويؤسس لدراما عائلية مشحونة بالصراعات الداخلية.
الفصل الثالث: في مكتب العائلة، يخبر أورين لافينيا أن والدتهما كريستين قد حذرته مسبقًا من جنونها. تصر لافينيا على أنه لا يمكن لأورين أن يسمح لعشيقة والدتهما بالفرار دون عقاب. تقترح أن يراقبا كريستين حتى تذهب للقاء آدم برانت، معتبرة أن ذلك سيكون دليلاً واضحًا على خيانتها. يوافق أورين على هذا الاقتراح، مستعدًا لمتابعة والدته وكشف خيانتها.
الفصل الرابع: في ليلة ما بعد جنازة عزرا، تظهر سفينة الشراعي برانت عند رصيف في شرق بوسطن. تتسلل كريستين بهدوء إلى خارج المنزل لتلتقي ببرانت على سطح السفينة، حيث ينسحبان معًا إلى المقصورة الخاصة بهما بعيدًا عن أعين الآخرين. من على السطح، تراقب لافينيا وأورين الغاضب، الذي تبع والدتهما خفية، اللقاء السرّي بين الاثنين.
يقرران برانت وكريستين الهروب نحو الشرق، باحثين عن جزر السعادة التي تمثل لهما ملاذًا من الواقع القاسي والحياة المليئة بالصراعات. تتبادل الشخصيةان وداعًا مؤلمًا، مشحونًا بالحزن والحنين، إذ يدركان أن الفرار هو خيارهما الأخير.
بعد عودة برانت إلى المقصورة، يخرج أورين من مخبئه، ويطلق النار عليه في فعل انتقام شديد الغضب. بعد ذلك، يعبث أورين بالمكان ويحاول ترتيب الأدلة ليبدو المشهد كما لو أن برانت تعرض للسرقة، في محاولة لإخفاء دوافعه الحقيقية وجريمة القتل التي ارتكبها.
الفصل الخامس: في الليلة التالية لجنازة عزرا، تمشي كريستين بقلق وتوتر أمام منزل عائلة مانون، وكأنها تزن خطواتها بقلق شديد. يظهر أورين ولافينيا فجأة، ويعلنان بشكل صارم أنهما كانا وراء مقتل آدم برانت. تنهار كريستين من شدة الصدمة والإعياء، في لحظة تُظهر هشاشتها النفسية والجسدية بعد سلسلة الأحداث العنيفة التي مرت بها العائلة.
يركع أورين إلى جانب والدته ويعدها بأنه سيعمل على إسعادها، مقترحًا أن يتركا لافينيا في المنزل ويتجهوا معًا إلى الخارج هربًا من الألم والتوتر. تستجيب لافينيا بصرامة وتأمر أورين بالدخول إلى المنزل، وهو ما يفعله بلا تردد. توضح لافينيا لكريستين أنها لا تزال على قيد الحياة وأن لديها فرصة جديدة.
تنظر كريستين إلى ابنتها بنظرة مليئة بالغضب والمرارة، ثم تدخل المنزل بخطوات ثقيلة. تبقى لافينيا خارج المنزل، وحين يُسمع صوت إطلاق نار يأتي من مكتب عزرا، ترتجف بحماس وتهمس بقولها الحاسم: "إنها العدالة!"، في مشهد يعكس النهاية المأساوية التي تربط بين الخيانة والانتقام والعدل ضمن هذا الصراع العائلي المعقد.

### المسكون
الفصل الأول، المشهد الأول: بعد مرور عام على الأحداث السابقة، تعود لافينيا وأورين من رحلتهما إلى الخارج، حاملة كل منهما آثار التجربة التي مرت بهما. تبدو لافينيا الآن متغيرة بشكل واضح، حيث أخذت ملامحها تشبه والدتها أكثر من ذي قبل، حتى أنها ترتدي فستانًا أخضر مشابهًا لذلك الذي كانت والدتها ترتديه في بداية المسرحية، مما يعكس استمرار تأثير والدتها عليها وعلى حياتها.
أما أورين فقد تغيرت حالته الجسدية بشكل ملحوظ، إذ أصبح نحيفًا بشكل مفرط، وتعكس وقفته المهيبة المشابهة لتمثال والده جسديًا وذهنياً تلك التأثيرات العميقة التي تركتها العائلة عليه. تعبيره يحمل مزيجًا من الصرامة والجمود، مما يشير إلى التحول الذي طرأ على شخصيته بعد رحلته وتجربته في الخارج.
الفصل الأول، المشهد الثاني: في غرفة الجلوس، يعلق أورين بجدية وكآبة قائلاً إن لافينيا قد سرقت روح والدتهما كريستين. يدخل بيتر من الخلف وهو يلهث من الدهشة، معتقدًا أنه رأى شبح كريستين. تقترب لافينيا منه بحماس وترحيب. يسخر أورين بغبطة وغيرة من دفء أخته تجاه بيتر، متهمًا إياها بأنها تحولت إلى عاشقة رومانسية حقيقية خلال فترة إقامتها في جزر جنوب المحيط الهادئ.
الفصل الثاني: بعد مرور شهر، يجلس أورين مركزًا ومنهمكًا في كتابة مخطوطة في غرفة دراسة عائلة مانون. تدخل لافينيا وتسأله عن ما يفعله، فيجيبها بأن عليهما التكفير عن موت والدتهما. باعتباره آخر رجل في عائلة مانون، فقد كتب تاريخًا لجرائم العائلة وأخطائها. يلاحظ بعد ذلك أن لافينيا لم تصبح جميلة مثل والدتهما إلا أثناء إقامتهما في الجزر التي زاروها. بغضب، يتهمها أورين بأنها كانت على علاقة مع أحد الرجال في تلك الجزيرة، فتبدأ لافينيا بتقليد صوت والدتهما كريستين الساخر. ردًا على ذلك، يتصرف أورين مثل عزرا، حيث يمسك بحلقها بغضب ويهدد بقتلها. يتضح في هذه اللحظة أن أورين قد أخذ مكان والده عزرا، تمامًا كما أخذت لافينيا مكان والدتهما كريستين.
الفصل الثالث: بعد لحظة، تنتقل المشهد إلى هازل وبيتر في غرفة الجلوس. يدخل أورين مُصرًا على رؤية هازل بمفردها. يسلمها ظرفًا مختومًا، محذرًا إياها من إبقائه بعيدًا عن لافينيا. يجب أن تفتحه فقط في حال حدث له مكروه، أو إذا حاولت لافينيا الزواج من بيتر. تدخل لافينيا من الصالة، وتحاول هازل إخفاء الظرف خلف ظهرها، لكن لافينيا تسرع نحو أورين وتتوسل إليه أن يسمح لها برؤيته. بعد أن تعبر لافينيا عن حبها لأورين وتوافق على القيام بما يريد، يعطيها أورين الظرف. بعدها يأمر أورين هازل بالمغادرة.
يمنع أورين لافينيا من رؤية بيتر مرة أخرى، ويخبرها بأنه يحبها. تنظر إليه لافينيا بمرعوب وتقول: «لأجل الله — لا! أنت مجنون! لا يمكن أن تعني ذلك —!» تتمنى لافينيا موته. يُفاجأ أورين بهذه الكلمات ويدرك أن موته سيكون عملاً آخر من أعمال العدالة. ويعتقد أن والدته كريستين تتحدث من خلال كلمات لافينيا..
يظهر بيتر في الباب وسط الجدال بين أورين ولافينيا. يعلق أورين بأنه كان على وشك الذهاب لتنظيف مسدسه ثم يخرج من الغرفة. ترتمي لافينيا في أحضان بيتر. يُسمع صوت طلقة مكتومة، حيث ينتحر أورين في الغرفة المجاورة.
الفصل الرابع: بعد ثلاثة أيام، تظهر لافينيا مرتدية ثياب الحداد الأسود. تصل هازل بحزم وتصر على أن لا تتزوج لافينيا من بيتر. تعترف هازل بأنها أخبرت بيتر بمحتوى ظرف أورين. يصل بيتر، ويتعاهد هو ولافينيا على حب جديد بينهما. تفاجئ لافينيا بالمرارة في صوته، فتندفع إليه يائسةً وتصرخ: "خذني، آدم!" ثم، برعب، تنهى خطوبتهما وتطرد بيتر بعيدًا.
تدرك لافينيا أنها مرتبطة إلى الأبد بأرواح مانون الراحلين. وبما أنه لم يتبقَ أحد يعاقبها، تقرر أن تعاقب نفسها بنفسها. تختار أن تعيش وحيدة في المنزل القديم وسط أشباح أسلافها. تأمر سيث بإغلاق النوافذ وإلقاء كل الأزهار خارجًا، ثم تدخل المنزل المظلم بمفردها وتغلق الباب خلفها.

## التكيفات
في عام 1947، حُوِّلت المسرحية إلى فيلم سينمائي من إخراج دودلي نيكولز ، بطولة روزاليند راسل ، ومايكل ريدغريف ، وريموند ماسي ، وكاتينا باكشينو ، وليو جين ، وكيرك دوغلاس . رُشِّحت المسرحية لجوائز الأوسكار لأفضل ممثل رئيسي (مايكل ريدغريف) وأفضل ممثلة رئيسية ( روزاليند راسل ).
في عام 1967، قدّمت أوبرا متروبوليتان العرض العالمي الأول لنسخة أوبرالية من تأليف مارفن ديفيد ليفي ، مستوحاة من نصّ ويليام هنري بتلر. ويحتفظ كلٌّ من الفيلم والأوبرا بلقب أونيل.
في عام 1978، تم إنتاج مسلسل تلفزيوني قصير مدته خمس ساعات وعُرض على برنامج "Great Performances" التابع لشبكة PBS. شارك في العمل كل من بروس دافيسون، وروبرتا ماكسويل، وجوان هاكيت. وقد حظي المسلسل بإشادة واسعة من النقاد، لا سيما لأداء جوان هاكيت المتميز في تجسيد شخصية كريستين.
في عام 2010 تم تعديل الفيلم في الهند باللغة المالايالامية تحت اسم الكترا (فيلم 2010)

## إنتاجات بارزة
أدى ظهور رونالد لويس في إنتاج مسرحي عام 1955 بإخراج بيتر هول إلى وضع لويس تحت عقد مع ألكسندر كوردا. 

## المواضيع
هناك قراءات أدبية تصنف مسرحية موت إلكترا ضمن حركة الطبيعة (الطبيعية) الأدبية، وذلك استنادًا إلى تركيز أونيل على الحالات العاطفية العنيفة لدى الرجال لتسليط الضوء على القوى اللاواعية والروحية الداخلية.  بالإضافة إلى عجز الإنسان عن الهروب من النمط الدوري ونتائج الفعل البشري. ومثل أوريستيا، استكشفت المسرحية موضوع الانتقام، حيث تحدد جريمة الماضي أفعال ومعاناة بطل الرواية في الحاضر.  وبالنسبة لهذا الموضوع، يلاحظ بعض المراقبين أن نهج أونيل يشبه وجهة نظر ويليام شكسبير في هاملت أكثر من وجهة نظر إسخيلوس في أوريستيا. 
اختلف أونيل أيضًا عن إسخيلوس في موضوع القدر ودور الآلهة في حياة البشر. ففي مسرحية الأوريستيا، كما هو الحال في المآسي اليونانية الكلاسيكية، تُعتبر القوى الإلهية جزءًا من القوى البيئية التي لا يستطيع الإنسان التحكم بها لكنها تحدد مصيره. أما في تفسير أونيل، فقد تم استبعاد هذه القوى لصالح التحليل النفسي الفرويدي واليونغي، حيث تُركّز على الدوافع النفسية الداخلية والعوامل اللاوعية التي تؤثر في تصرفات الشخصيات. 

## الجوائز والترشيحات
- جائزة لورانس أوليفييه لأفضل إحياء لعام 2004